# Sisian
För andra betydelser, se Sisian (olika betydelser).
Sisian (armeniska Սիսիան) är en stad i Siunikprovinsen i Armenien.